# 布拉塞爾R93戰術型狙擊步槍
布拉塞爾LRS 2型及布拉塞爾戰術2型是一系列由德国槍械製造商布拉塞爾所研製及生產的狙击步枪，目前被德国和荷兰的警察部隊以及澳大利亚國防軍和澳大利亞聯邦警察所採用。可發射多種不同口徑的步枪子彈。

## 設計
布拉塞爾R93戰術型狙擊步槍是德國布拉塞爾公司生產的R93系列狩獵步槍衍生而來的戰術型專用狙擊步槍。
德国布拉塞爾公司其後被西格&紹爾公司所收購以後，其銷售亦改由西格&紹爾公司所負責。
和手動步枪一樣，它需要以手動的方式完成子彈送入膛室（上膛）與將使用過的彈槍機退出槍膛（退膛）動作。LRS 2型及戰術2型的手動槍機是瑞士Schmidt-Rubin及斯泰爾M1895型的直拉式設計，雖然這設計早已不再常見，但其好處是其槍機操作可以比起其他的傳統型手動槍機有更快的操作速度，熟練的射手可以使其射擊速度不下於一枝半自動步枪。使用這種類似手動槍機的狙擊步槍的現代武器還有俄罗斯VKS。
配合其原廠特製的比賽等級彈藥以後，其精準程度可以達到原來為了極準確地命中遠處的小型目標的程度。（大約是0.25MOA）

## 衍生型

### 布拉塞爾LRS 2型
布拉塞爾LRS 2型（英語：Long Range Sporter 2，意為：長射程運動用2型），可以只需更換槍管的方式就將發射的子彈改為.22-250雷明登、.223雷明登（5.56×45毫米北約口徑）、.308溫徹斯特（7.62×51毫米北約口徑）、.300 Winchester Magnum、6mm Norma BR或6.5×55毫米的其中一種。而在其他各方面的表現都相當出色，例如全槍質量、可靠性、精度和可操控性等。
布拉塞爾LRS 2型應用了大量的新技術和新概念，至少有9個部份的設計獲得了專利。
布拉塞爾LRS 2型和R93狩獵步槍一樣，在設計上採用較罕見的直拉式槍機和套爪閉鎖系統。傳統的旋转后拉式枪机的拉機柄在操作過程中最少需要轉動60゜，而R93系列步槍的直拉式槍機取消了槍機回轉動作，並且由閉鎖套爪取代傳統型鎖耳（英語：Lug，又稱：閉鎖突箏），閉鎖套爪在360゜的圓周上分佈著14片由鈷製成並且以徑向型設計的鎖耳鐵片，槍機在铝製機匣上的兩條钢製導軌上作直綫式往復運動。當槍機復進到位的時候，槍機內部的銷釘壓迫套爪突箏，使其張開，並且卡入槍管內，將槍管和槍機鎖定在一起。因此可以更快地發射下一發。確保中間的子彈送入膛室，並且協助增加其準確性。通過更換槍機和槍機機框，亦可以徹底地使布拉塞爾LRS 2型變成左撇子使用型，只是當拉機柄位於步槍左側時，槍機頭也必須轉變為左側拋殼。
由於布拉塞爾LRS 2型的閉鎖過程在槍管中完成，因此為更換不同口徑的槍管創造了條件。目前布拉塞爾LRS 2型共有17種標準口徑和麥格農口徑的槍管可供使用。布拉塞爾LRS 2型的槍管由兩顆7毫米（0.28英吋）六角螺絲所固定，更換槍管十分方便，只需要使用扳手將兩顆六角螺絲扭鬆或扭緊即可。據說有經驗的人可以在不超過60秒內轉換其槍管，不過這需要兩根槍管上都沒有裝上光學狙擊鏡或兩根槍管都裝上光學狙擊鏡。但當布拉塞爾LRS 2型更換麥格農口徑的槍管的時候，還需要更換槍機頭和彈匣。更換槍機頭的時候只需要抬起槍機機框上的限位按鈕，此限位按鈕的用途是將槍機限制在槍機機框中，槍機頭更換完成以後再按下限位按鈕就可鎖定。在布拉塞爾步槍的槍管上具有專門設計的瞄準鏡座套環，可以快速地安裝瞄準鏡並進行歸零。由於瞄準鏡直接固定在槍管上，所以更換槍管以後不會影響原來的瞄準點。
布拉塞爾LRS 2型的扳機機構設計充滿新意，最大特點是沒有傳統設計中的阻鐵，擊發時只需很小的扣力去扣動扳機即可實現擊發。布拉塞爾LRS 2型的保險機構位於槍機尾部，通過一個保險滑塊的前後移動實現保險的鎖定和解脫。雖然共有3個保險位置，但實際上卻只有2.5個位置最合適。保險滑塊置於上方時，步槍處於待發狀態，槍機尾部會有一個很大的紅點顯示出來。輕輕按下保險滑塊使其向下進入保險位置，這時就會覆蓋紅點。處於保險位置時，槍機、扳機和擊發裝置都會被鎖定，此時拉機柄無法拉動以防止意外擊發。為了解除槍機被鎖，保險滑塊需要被壓向前方直至彈簧復位。保險解脫後，向後拉拉機柄會同時解脫槍機保險。將彈藥推進膛室以後，同樣可以按壓保險使擊發裝置處於安全鎖定狀態。

### 布拉塞爾戰術2型
布拉塞爾戰術2型可以發射.233雷明登（5.56×45毫米北約口徑）、.308溫徹斯特（7.62×51毫米北約口徑）、.300 Winchester Magnum或.338 Lapua Magnum的其中一種。其中.338 Lapua Magnum裝有較大的手動槍機和槍管，以便膛室適應.338 Lapua Magnum子弹。
一般而言，瞄準具是通過MIL-STD-1913戰術導軌安裝在槍管，但其設計是可以拆除槍身底部所接駁的兩顆7毫米（0.28英吋）六角螺絲的方式將槍管和瞄準具從槍身中拆除。這設計的優點是分解後變得更緊湊、更方便攜帶，亦可以在不超過30秒內輕易地重新組裝，同時能被方便用於任何種類的狙擊任務令步槍。保險裝置被安裝在枪栓後方，而當安全制動裝置向前推動到“發射”位置的時候，保險裝置會轉動至紅色的大圓點。其槍機的一大特徵是，當退出彈匣並且沒有插入彈匣的時候，保險必須稍微向前推動以便槍機回到原位。.308口徑（7.62×51毫米北約口徑）的5發可拆式彈匣在裝上槍身的時候需要與槍身底部平齊地插入。
與各種目前流行的机枪、步枪及冲锋枪一樣，布拉塞爾戰術2型的所有部件均為工程塑料製成，亦可以MIL-STD-1913戰術導軌安裝對應導軌的日間／夜間光学狙擊鏡、紅點鏡／反射式瞄準鏡、全息瞄準鏡、棱鏡式瞄準鏡、夜視鏡和／或熱成像儀這些戰術配件。
R93戰術2型亦曾經參與2009年1月15日美國特種作戰司令部發出的一項名為精密狙擊步槍（簡稱：PSR）的合同並作為其中一個.338口徑狙擊平台，與其他槍械製造商所全新研製或既有型號的改進型進行競標，以滿足特種作戰司令部的願望，取代目前所有的美國特種作戰狙擊手所使用的手動狙擊步槍。在參與競標期間曾經過改進，改進的地方包括在護木上方增加了MIL-STD-1913戰術導軌座以便在光學狙擊鏡前串連式安裝夜視鏡，前後串連式安裝配置模式可以擴大瞄準具附件的加裝應用模式。但最後在競標之中得標的是雷明登軍品分公司的雷明登MSR狙擊步槍。而雷明登MSR的品質嚴重不合格，被中標後命名為Mk 22先進狙擊步槍的巴雷特MRAD所取代則是後話。

## 使用國

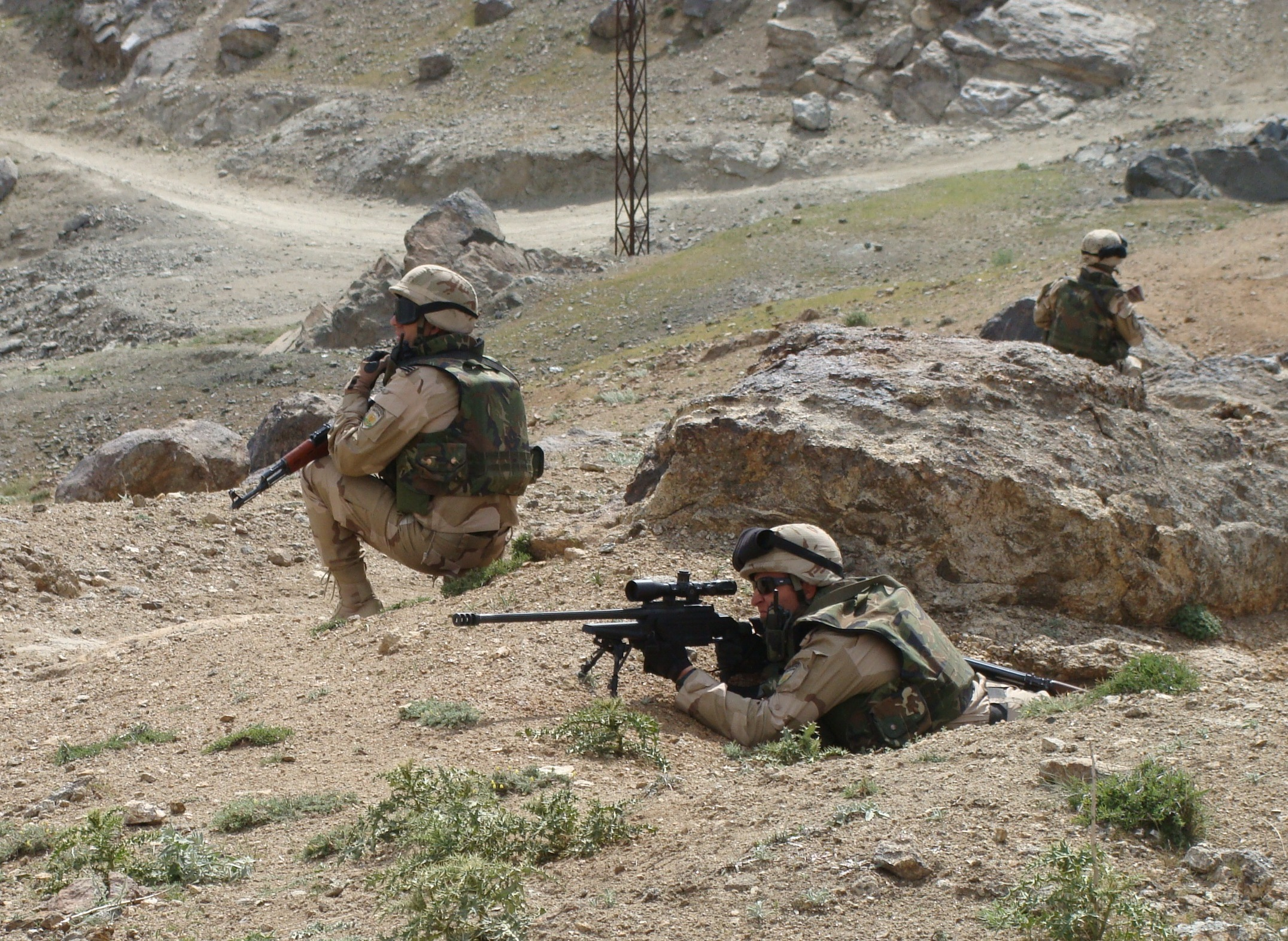
使用布拉塞爾R93 LRS 2狙擊步槍的保加利亞軍隊特種部隊狙擊手。

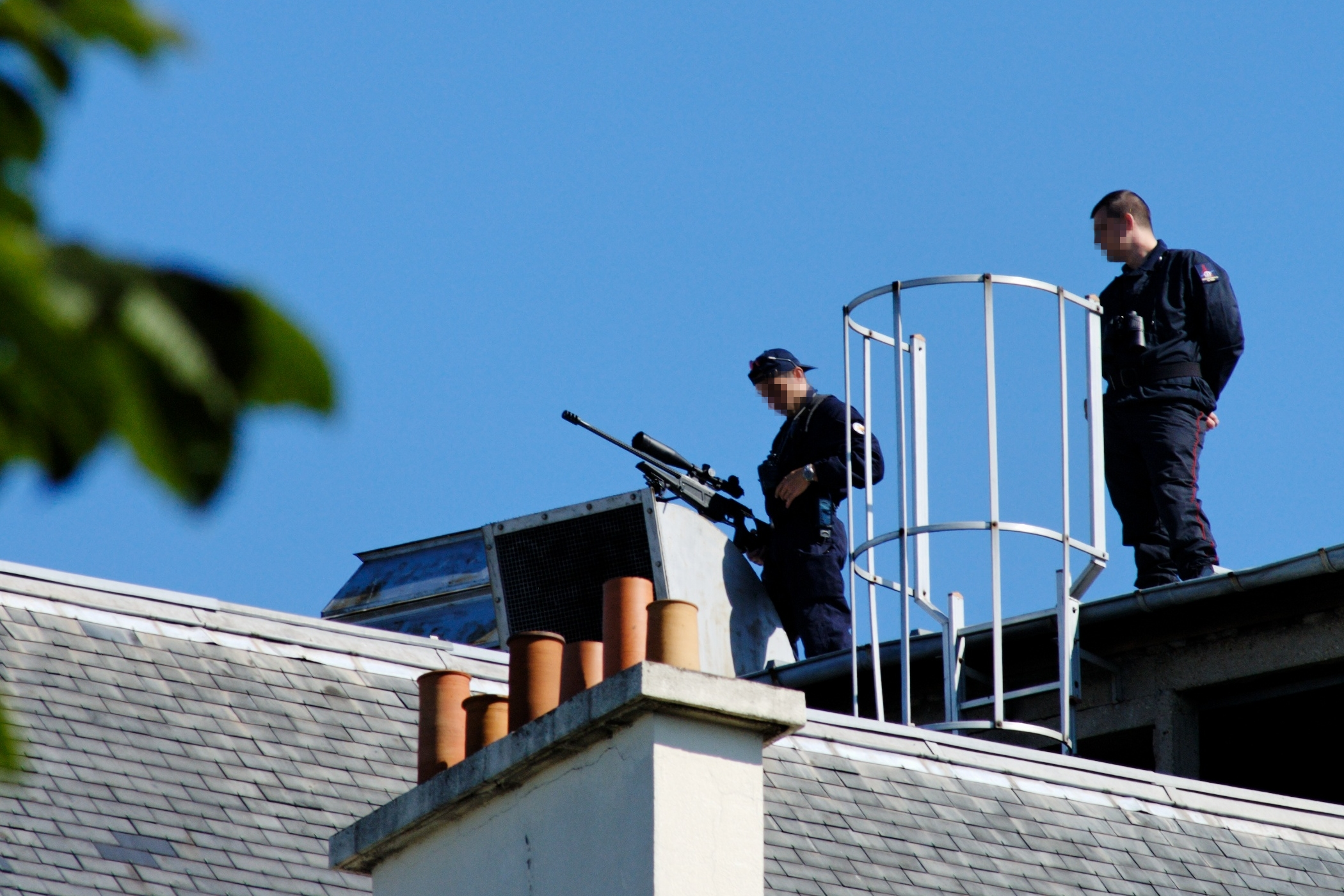
使用布拉塞爾R93 LRS 2狙擊步槍的法國警察的狙擊手。

| 國家       | 組織名稱                                         |
| ---------- | ------------------------------------------------ |
| 奥地利     | 奧地利聯邦內務部眼鏡蛇作戰司令部                 |
|            | 澳大利亞陸軍、澳大利亞皇家海軍、澳大利亞聯邦警察 |
| 巴西       | 巴西聯邦警察戰術行動突擊隊                       |
| 保加利亚   | 保加利亞武裝部隊聯合特種作戰司令部               |
| 法國       | 巴黎警察搜查及干預旅                             |
| 德国       | 德國聯邦警察                                     |
| 冰島       | 冰島警察                                         |
| 马来西亚   | 马来西亚武装部队                                 |
| 荷蘭       | 荷蘭國家警察                                     |
| 塞爾維亞   | 塞爾維亞警察反恐特別部隊                         |
| 斯洛維尼亞 | 斯洛文尼亞國家警察                               |
| 西班牙     | 特警單位                                         |
| 瑞士       | 警察單位                                         |
| 乌克兰     | 烏克蘭安全局阿爾法小組                           |
| 阿联酋     | 阿聯酋陸軍                                       |
| 英国       | 地方警察單位                                     |
| 美国       | 地方警察單位                                     |

## 流行文化
布拉塞爾R93戰術型狙擊步槍系列同時出現在多個电影、电子遊戲和动画裡，例如：

### 电影
- 2007年—：型號為布拉塞爾R93 LRS2，裝上狙擊鏡和帕克-黑爾兩腳架，由殺手47（提摩西·奧利芬飾演）和另一名殺手所使用。
- 2008年—：型號為布拉塞爾R93，裝上狙擊鏡和兩腳架，由葛咸市特警隊狙擊手所使用。
- 2010年—：由狙擊手（謝伊·惠格姆飾演）所使用。
- 2010年—：型號為Blaser R93 LRS2，由以色列國防軍狙擊手伊莎貝爾（艾莉絲·布拉加飾演）所使用。
- 2010年—：型號為Blaser R93 LRS2，雪白色迷彩塗裝並裝有Leupold Mark 4瞄準鏡、巴雷特BORS系統、消音器和兩腳架 ，由唐姆·柯伯（李奧納多·狄卡皮歐飾演）用於第三層夢境當中。
- 2011年—：型號為Blaser R93 LRS2，由嘉德麗雅（Cataleya，阿曼達拉·史坦堡飾演）所使用。
- 2013年—：型號為Blaser R93 LRS2，裝上狙擊鏡和兩腳架，由卡特爾的狙擊手所使用，奇怪地被錯誤辨識為.50口徑。
- 2013年—：型號為Blaser R93 LRS2，裝上狙擊鏡和激光瞄準器，由美國外交安全處探員賀斯·哈柏斯（Luke Hobbs，巨石強森飾演）所使用。
- 2013年—：型號為布拉塞爾R93戰術型，被封存在戴蒙·麥奎迪／大老霸（Damon Macready／Big Daddy，飾演）曾經穿過的裝甲的玻璃櫃裡。
- 2014年—：型號為布拉塞爾R93 LRS2，由一名殺戮者狙擊手所使用。
- 2014年—
- 2015年—：型號為布拉塞爾R93戰術2型，白色機匣，裝上白色瞄準鏡，由里奇蒙·范倫坦在阿尔卑斯山秘密基地內的守衛所使用。
- 2015年—：型號為布拉塞爾R93 LRS2，先在審訊室中出現，然後由殺手47（魯伯特·弗蘭德飾演）所使用。
- 2018年—《红海行动》：型号为布拉塞爾R93 LRS2，由中国人民解放軍海军“蛟龙突击队”狙击手顾顺（黄景瑜饰）所使用，狙击镜镜头处覆盖了防止反光的迷彩伪装布。
- 2018年—《伟大的旅程》：在第一季第九集“Berks To The Future”出场，型号为布拉塞爾R93战术型，由James May用在摧毁Richard Hammond的“末日载具”（基于大众2型）。

### 电子遊戲
- 2004年—《特種部隊Online》：2012年2月推出原版Blaser R93。
- 2007年—：最早於韓國版2012年5月31日時推出，型號為布拉塞爾R93 LRS2，命名為「Blaser R93」。在遊戲中使用啞黑色及橄欖色槍身、5發容量彈匣和2—4倍放大倍率的專用光学瞄准镜。奇怪地在空倉重新裝填後玩家角色不會為槍械上膛，而且第一人稱視角武器模組採用鏡像佈局（右手持槍時拉機柄及拋殼口在左邊）。港台地區於2012年6月12日推出；中国大陆地區於2010年6月13日推出；在各地版本均已開放使用，但泰國版及土耳其版因結束營運的關係而不會在這兩個版本開放使用。
- 2008年—《戰地之王》：型號為布拉塞爾戰術型，可改裝成消音彈，負面效果為絕對會一槍不死（HP100時），正常版的致死率建設在射程上。
- 2012年—《穿越火線》：推出原版Blaser R93。
- 2014年—：於2014年5月9日發售的下載內容「Gage Sniper Pack」中推出，名稱為「R93」，可進行改造與加裝配備。
- 2019年—《少女前線》：可於2019年5月活動：「蜜蜂與四葉草」中獲得，為五星步槍人形，命為「R93」。

### 动画
- 2004年—《攻壳机动队 S.A.C. 2nd GIG》：公安9课担当狙击手的斋藤曾用在2020年与草薙素子对峙时。[14话]
- 2009年—《幻靈鎮魂曲》：由男主角吾妻玲二／Zwei所使用。
- 2012年—：由前GSG 9狙擊手，鲁兹（ルツ，Lutz，CV：羽多野涉）所使用。
- 2015年—《暗殺教室》：型號為布拉塞爾R93，裝上狙擊鏡和兩腳架，由3年E班學生千葉龍之介（ちば りゅうのすけ，Chiba Ryonosuke，CV：間島淳司）所使用。
- 2018年—《刀劍神域外傳Gun Gale Online》：型號為R93戰術2型，由「夏莉」所使用。

### 小說
- 2014年—《刀劍神域外傳Gun Gale Online》：型號為R93戰術2型，由“夏莉”所使用。

## 資料來源
1. ↑  Curtis, Rob. . Gearscout blog. Military Times. 7 March 2013  [9 March 2013]. （原始内容存档于2013-03-14）.
2. ↑  .   [2020-08-05]. （原始内容存档于2020-08-22）.

## 外部連結
- （英文）—Blaser Tactical Factory Owners Manual
- （英文）—Blaser company website
- （英文）—Blaser Tactical 2 at the Blaser company website
- （英文）—Blaser LRS 2 at the Blaser company website
- （英文）—Blaser's R8 Modular Rifle Part I - A system's approach to firearms （页面存档备份，存于）
- （英文）—Blaser's R8 Modular Rifle Part II - R8 Performance （页面存档备份，存于）
- （英文）—Blaser USA—
  - LRS2 （页面存档备份，存于）
  - Tactical 2 （页面存档备份，存于）
- （英文）—SIG Sauer官方主頁—Tactical 2
- （英文）—SIG Sauer—TACTICAL 2
- （英文）—Modern Firearms—Blaser 93 LRS2 / Tactical （页面存档备份，存于）
- （英文）—Weaponsystems.net—R-93 Tactical （页面存档备份，存于）
- （英文）—Blaser R93 Tactical
- （简体中文）—D Boy Gun World（槍炮世界）—
  - Blaser R93狙击步枪 （页面存档备份，存于）
  - Tactical 2狙击步枪 （页面存档备份，存于）